# Córrego Cortado
O Córrego Cortado é um córrego brasileiro que nasce na região administrativa de Taguatinga, no Distrito Federal, entre a região das quadras QNJ/QNL e a QNF/QNC, onde hoje está o Parque Ecológico do Cortado, criado para proteger a sua nascente. Ele corre no sentido norte-sul até se unir ao Córrego Taguatinga na região próxima ao Parque Ecológico Saburo Onoyama, para formar o Ribeirão Taguatinga.
Faz parte da Área de Relevante Interesse Ecológico Parque Juscelino Kubitscheck.
O córrego tem contribuição do Córrego Curral e pedras que vem canalizado por manilhas abaixo das quadras QNH e QI. Possuem poucas nascentes que são originadas do solo nos fundos das quadras QNJ dentro da área de proteção do Cortado. Uma outra nascente se localiza próximo a divisa do Parque Ecológico do Cortado e a chácara vizinha, esta é a maior nascente do córrego.[carece de fontes?]

## Bacia
Região: Centro-Oeste
Unidade federativa: Distrito Federal
Região administrativa: Taguatinga
Bacia: Bacia do Rio Descoberto
Bioma: Cerrado